# Hydractinia tenuis
Hydractinia tenuis är en nässeldjursart som först beskrevs av Browne 1902.  Hydractinia tenuis ingår i släktet Hydractinia och familjen Hydractiniidae. Inga underarter finns listade i Catalogue of Life.